# Fundo de pensão
Um fundo de pensão é qualquer plano, fundo ou esquema que proporciona renda de aposentadoria.

## No Brasil
Fundo de pensão é uma fundação de direito privado ou uma sociedade civil, sem fins lucrativos, que gere o patrimônio de contribuições de participantes e patrocinadora com o objetivo de proporcionar rendas ou pecúlios, adicional ao pago pelo INSS. No Brasil são chamados de Entidades Fechadas de Previdência Complementar.

### Histórico
Em 1904, foi criada Caixa Montepio dos Funccionarios do Banco da Republica do Brazil, que pagava uma pensão aos herdeiros do empregado definidos em estatuto, além de auxiliar os funcionários afastados do trabalho por invalidez ou idade. Em 1934, a Caixa Montepio foi transformada em Caixa de Previdência dos Funcionários do Banco do Brasil, e assume a responsabilidade pelo pagamento das aposentadorias dos funcionários que não optaram pelo Instituto de Aposentadorias e Pensões dos Bancários (IAPB).
Até meados da década de 1940, os funcionários do Banco do Brasil que completassem o tempo de serviço necessário para se aposentarem continuavam trabalhando para não perderem renda, pois o benefício da Previdência Pública era menor do que o salário que recebiam na ativa. Em 1947, o banco passou a assegurar uma complementação previdenciária, garantindo o mesmo nível de renda do cargo que ocupavam, inclusive, com os mesmos reajustes monetários concedidos ao pessoal da ativa.
Em 1967, a obtenção da complementação seria condicionada à filiação à Caixa de Previdência dos Funcionários do Banco do Brasil (CAPRE), que teve seu Estatuto reformado, com a transformação da CAPRE no fundo de pensão Previ, e foi criado um Plano de Benefícios Previdenciários.
O Banco Itaú criou a Fundação Itaú para seus empregados em 1960.
Com a expansão das empresas estatais na década de 1970, foram criados novos fundos comoː Petros (Petrobrás), Eletros (Eletrobrás), Valia (Vale), Sistel (Telebrás), Telos (Embratel), Funcef (Caixa Econômica Federal), Refer (RFFSA), Fapes (BNDES), Portus (Portobrás), Núcleos (Nuclebrás), Postalis (Correios), Funcesp (Cesp, atual fundo Vivest), Aeros (Vasp), Banesprev (Banespa), Forluz (Cemig). Empresas privadas também criaram fundos para seus empregados, comoː Fundação Caemi (Caemi Mineração e Metalurgia), IBSS (Brahma, atual IAPP (Ambev)), PSSPhillips (Philips), VWPP (Volkswagen) e Fundação Promon (Promon Engenharia), sob a influência de experiências internacionais.

### Regulamentação
Os fundos de pensão foram regulamentados pela Lei 6.435/1977 e com seu regulamento abriu a possibilidade de conceder pecúlios e rendas a qualquer empresa ou entidade equiparada, como entidades sem fins lucrativos, assistenciais, educacionais ou religiosas, podendo os planos destas incluir os seus empregados e os religiosos que as servem. A lei também estabeleceu a distinção entre as entidades abertas e as entidades fechadas de previdência privada.
A Constituição Federal de 1988 exigiu alterações na lei 6.435 que foi substituída por duas leis complementares de números 108 e 109, ambas de 2001.
As atividades dos Fundos de Pensão obedecem a normas expedidas pelo Conselho Nacional de Previdência Complementar (CNPC) e são fiscalizadas pela Superintendência Nacional de Previdência Complementar (Previc).

### Benefícios
Os fundos de pensão oferecem três os tipos de planos de benefícioː Benefício Definido (BD), Contribuição Definida (CD) e Contribuição Variável (CV).

### Estatísticas
Em 2023, os maiores fundos de pensão do Brasil eram o Previ, o Petros, o Funcef, o Vivest e a Fundação Itaú Unibanco. Os fundos de pensão do país somavam investimentos de cerca de 1,1 bilhão de reais, com 2,61 milhões de participantes ativos, 3,73 milhões de dependentes e 793 mil assistidos.

### Regime de Previdência Complementar dos servidores (RPC)
Com as reformas trazidas pelas Emendas Constitucionais 20/1998, 41/2003 e 103/2019, foi estabelecido o Regime de Previdência Complementar (RPC) dos servidores públicos, a ser instituído pelos entes federativos (União, Distrito Federal, Estados e Municípios) que tivessem Regime Próprio de Previdência Social. Foi estabelecido que o limite máximo dos benefícios do Regime Geral de Previdência Social deve ser aplicado para o valor das aposentadorias e das pensões em Regime Próprio de Previdência Social. Os servidores que ingressarem após a instituição das entidades de previdência complementar deverão estar inscritos no regime para que possam receber aposentadoria ou pensão acima do teto do RGPS.
No âmbito da União, foi criado a Fundação de Previdência Complementar do Servidor Público da União (Frunpesp) e a Fundação de Previdência Complementar do Servidor Público Federal do Poder Judiciário (Funpresp-Jud), com a lei 12.618/2012. O estado de São Paulo criou a Fundação de Previdência Complementar do Estado de São Paulo (Prevcom). O estado do Rio de Janeiro criou a Fundação de Previdência Complementar do Estado do Rio de Janeiro (RJPREV). 
Em 2022, 26 Entidades Fechadas de Previdência Complementar gerenciavam 603 planos de previdência complementar de entes federativos.

## Em Portugal
Um fundo de pensão é um património autónomo (fundo) exclusivamente afecto à realização de um ou mais planos de pensões. Ele é gerido por uma entidade gestora (seguradora ou sociedade gestora de fundos de pensões) sobre a supervisão do Instituto de Seguros de Portugal.

### Categorias
Os fundos de pensões podem ser criados por iniciativa de uma ou varias entidades (empresas, entidades publicas, associação...), sendo nesse caso definidos como fundos fechados e só aceitando participantes membros dessas entidades, ou abertos por iniciativa de uma entidade gestora e definidos então como fundos abertos e aceitando "aderentes" que podem ser pessoas individuais ou colectivas.

### Tipos de benefícios
- Planos de benefício definido: os valores das pensões que vão ser recebidas pelos beneficiários encontram-se previamente definidos (formula de cálculo). As contribuições poderão ser ajustadas de forma a garantir o pagamento desses benefícios
- Planos de contribuição definida: as contribuições são previamente definidas. Os benefícios serão estabelecidos em função do valor global atingido pelo fundo pela acumulação das contribuições e dos rendimentos financeiros
- Planos mistos: quando se conjugam as características dos planos de benefício definido e de contribuição definida